# Simme iute e simme venute/Chi fa l'arte e chi s'accatta
Simme iute e simme venute/Chi fa l'arte e chi s'accatta è il secondo singolo del gruppo musicale italiano dei Napoli Centrale,  pubblicato nel 1976.

## Tracce
Lato A
1. Simme iute e simme venute – 7:41 (testo: Franco Del Prete – musica: James Senese)

Lato B
1. Chi fa l'arte e chi s'accatta – 4:32 (testo: Franco Del Prete – musica: James Senese)